# In Old Arizona
In Old Arizona és una pel·lícula pre-codi dirigida per Raoul Walsh i Irving Cummings, i protagonitzada per Warner Baxter, que va obtenir l'Oscar al millor actor per aquest paper, Edmund Lowe i Dorothy Burgess. Basada en el personatge Cisco Kid del relat "The Caballero's Way" (1907) d'O. Henry, la pel·lícula es va estrenar el 20 de gener de 1929. Apart de l’Oscar concedit a Warner Baxter, la pel·lícula també va ser nominada en les categories de millor pel·lícula, millor director, (Irving Cummings), millor fotografia (Arthur Edeson i Lawrence Jost) i millor guió adaptat (Tom Barry).

## Argument
A Arizona, un bandoler conegut com a Cisco Kid roba una diligència. La notícia del robatori arriba al sergent Micky Dunn, a qui el seu superior ha encarregat de capturar-lo viu o mort, amb una recompensa de 5.000 dòlars si ho aconsegueix. Cisco i Micky es troben en una barberia però Micky desconeix la fisonomia de Cisco Kid per lo que el confon amb un amable ciutadà. Quan marxa, Micky Dunn té un gran disgust perquè el ferrer local li diu que aquell home era Cisco Kid.
Cisco Kid està amistançat amb Tonia Maria i la visita sovint. Ell l'estima, però ella té altres amants d’amagat. Dunn i Maria es coneixen i aquest explica a Maria que un cop capturi Cisco Kid rebrà la recompensa de 5.000 dòlars, i això fa que ella s'enamori d'ell. Mentre es besen són descoberts per Cisco Kid que mira i escolta d’amagat. Maria escriu un missatge secret a Dunn avisant-lo que vagi a la seva casa aquella nit que podrà capturar Cisco Kid. Tanmateix, Cisco Kid intercepta la carta i la substitueix per una altra en la que fent-se passar per la noia li diu que ella i Cisco s'intercanviaran la roba per tal que Cisco passi desapercebut. Dunn rep la carta falsa i, creient que és de la noia, quan surten de la casa Dunn dispara Maria creient que en realitat és Cisco Kid disfressat que s'escapa.

## Repartiment
- Warner Baxter (Cisco Kid)
- Edmund Lowe (Sargent Mickey Dunn)
- Dorothy Burgess (Tonia Maria)
- J. Farrell MacDonald (Tad)
- Fred Warren (pianista)
- Frank Campeau (vaquer)
- Henry Armetta (barber)
- Thomas Santschi (vaquer)
- Pat Hartigan (vaquer)
- Roy Stewart (comandant)

## Producció
Es tracta del primer western sonor produït als Estats Units, amb la dificultat tècnica que en aquell moment suposava grabar el so exterior. Raoul Walsh havia de dirigir la pel·lícula i interpretar el paper de Cisco Kid, però va haver d'abandonar el projecte quan una llebre va saltar pel parabrisa d'un vehicle que conduïa de nit, provocant que Walsh perdés un ull. Mai més va actuar, però va continuar la seva exitosa carrera com a director cinematogràfic.